# Braubach

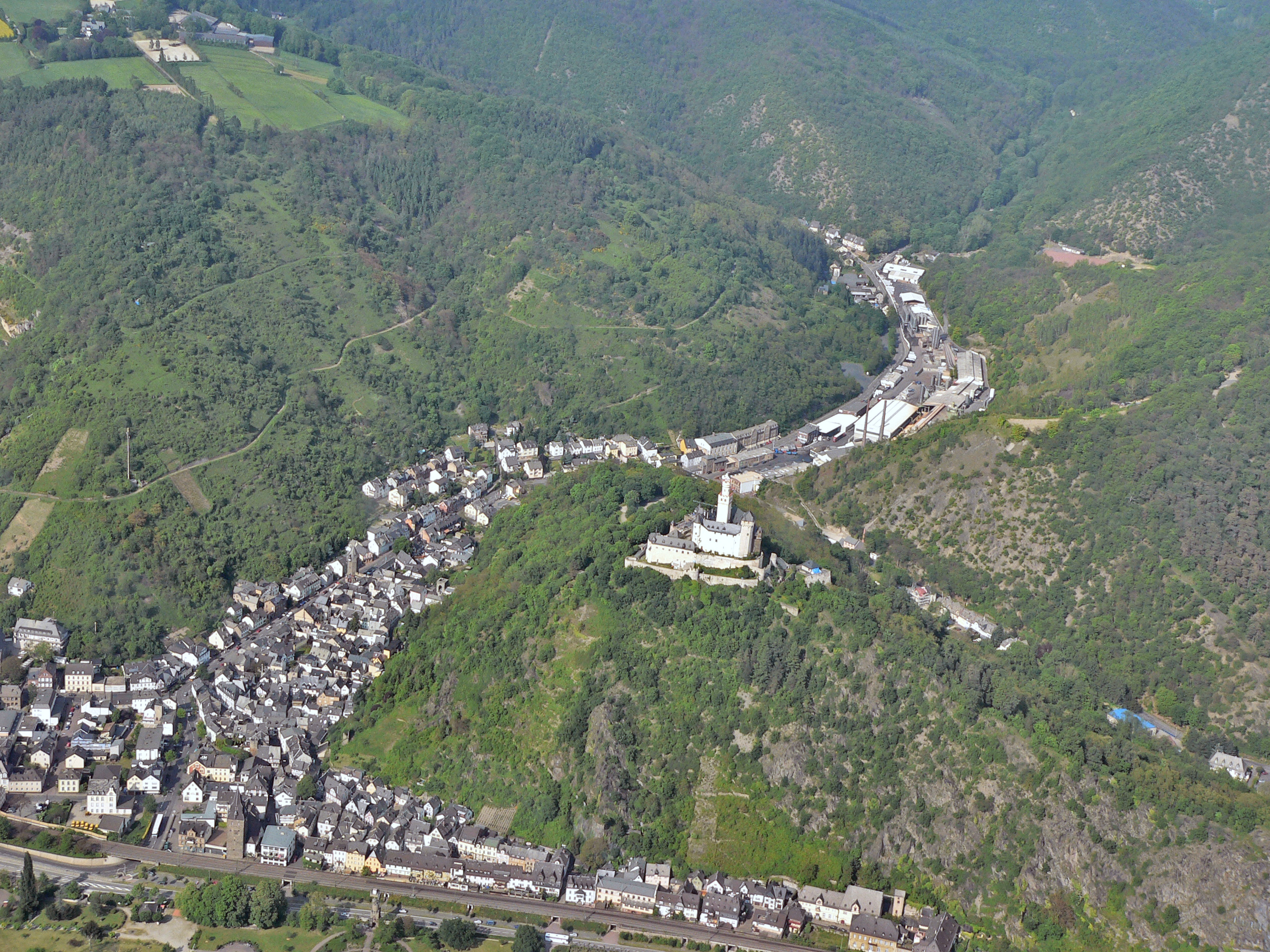
Luftaufnahme von Braubach mit Marksburg Mai 2005

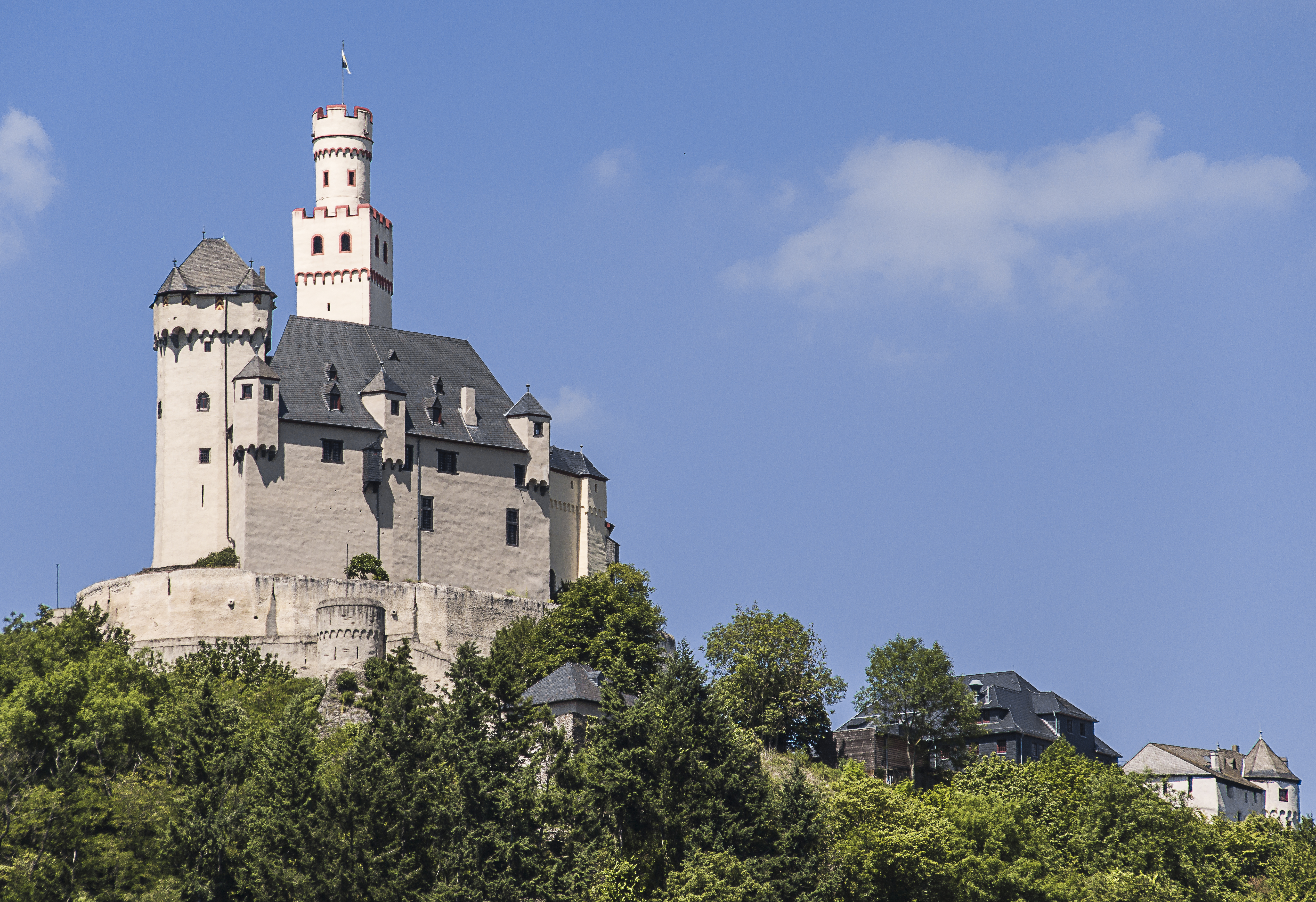
Die Marksburg zu Braubach

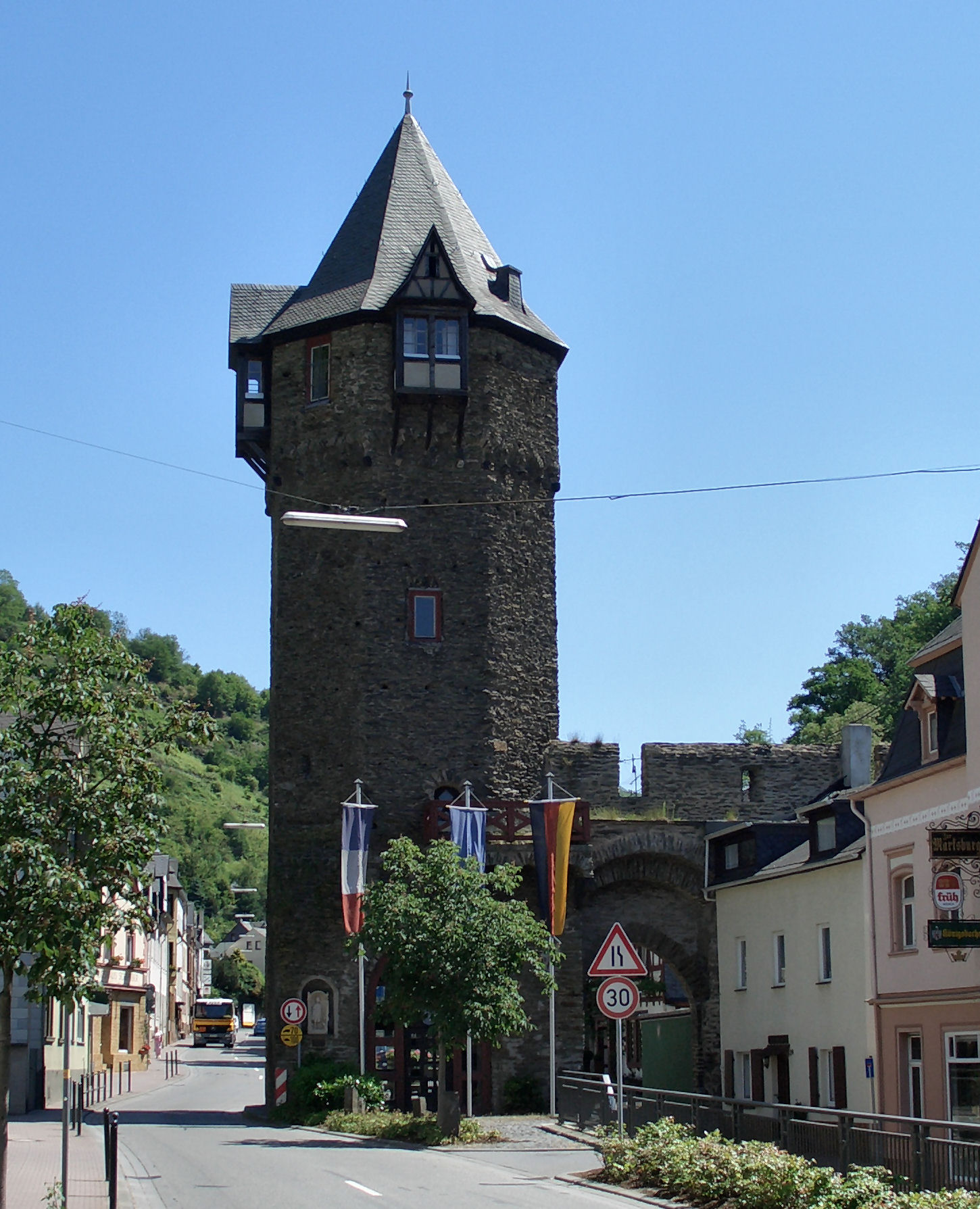
Das Obertor, das östlichste Tor der Stadtmauer

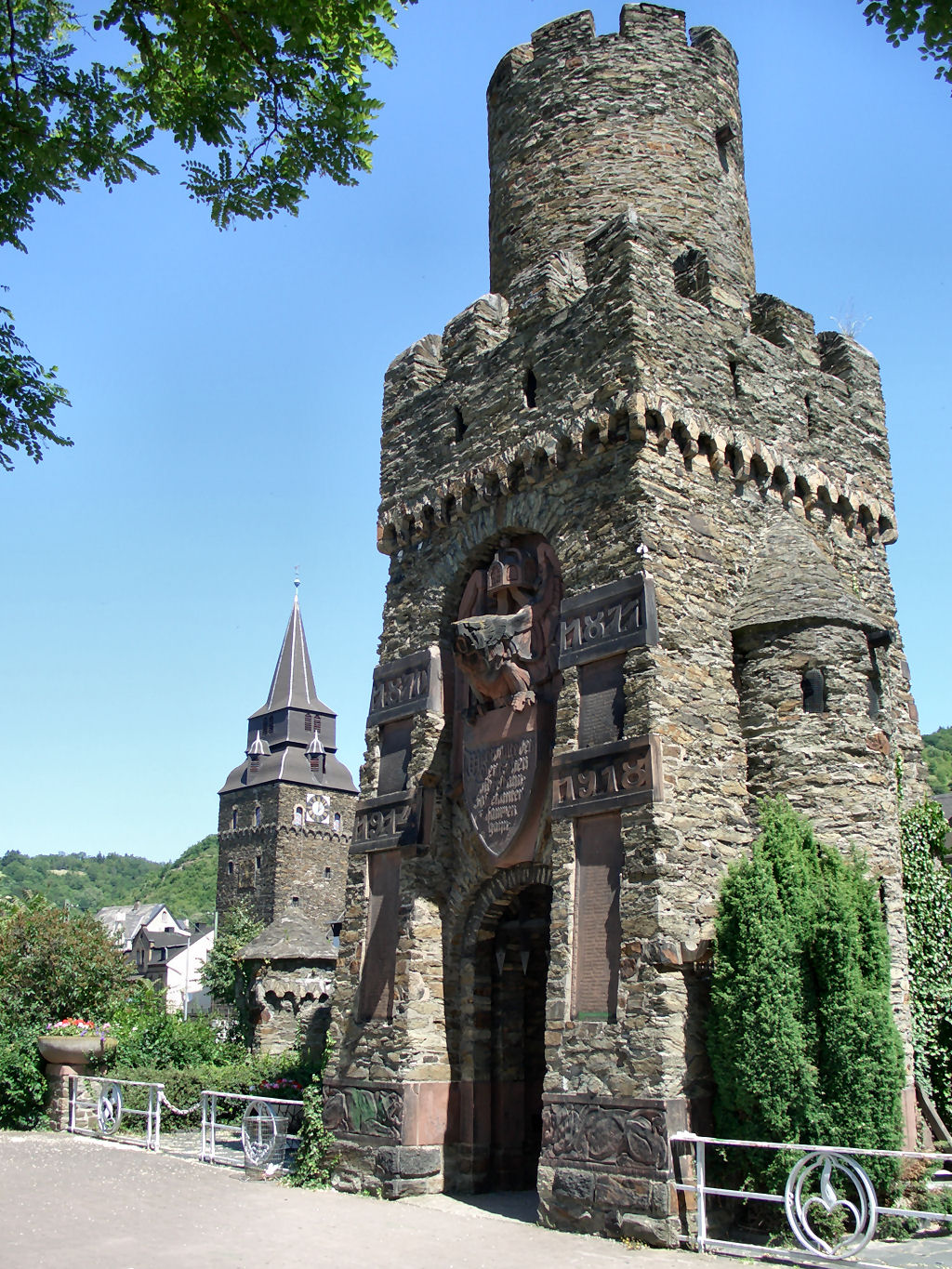
Kriegerdenkmal und St.-Barbara-Kirche (Hintergrund)

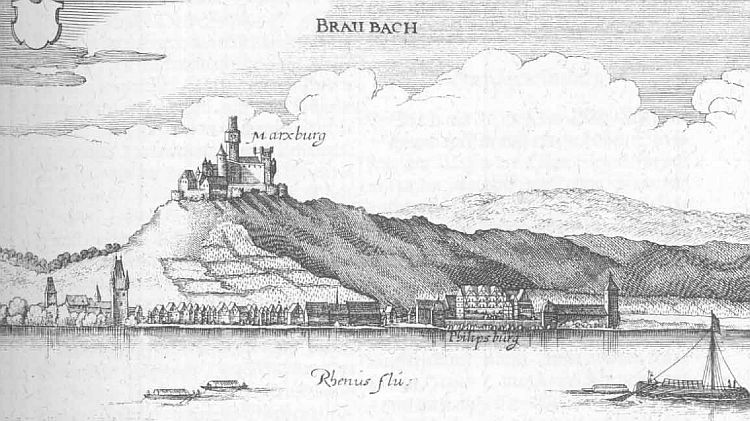
Braubach mit Marksburg – Auszug aus der Topographia Hassiae von Matthäus Merian 1655

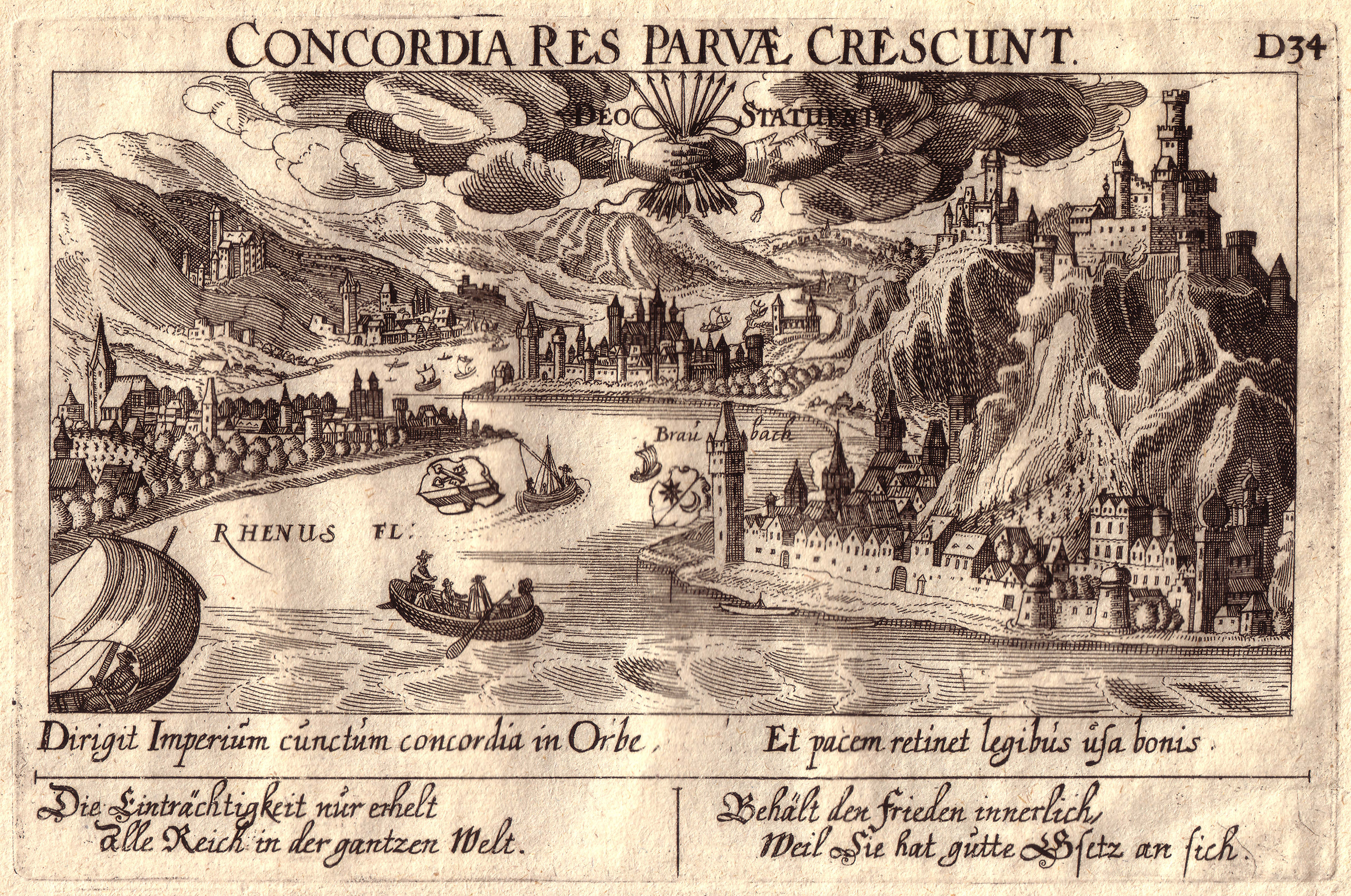
Kupferstich um 1623 aus Daniel Meisners Thesaurus philopoliticus.

Die Stadt Braubach liegt im Rhein-Lahn-Kreis in Rheinland-Pfalz. Die Stadt gehört der Verbandsgemeinde Loreley an, deren größte Kommune sie mit über 3000 Einwohnern ist. Sie liegt im UNESCO-Welterbe Oberes Mittelrheintal. Besonders bekannt geworden ist sie durch die Lage unterhalb der Marksburg, der einzigen unzerstörten Höhenburg am Mittelrhein. Braubach ist gemäß Landesplanung als Grundzentrum ausgewiesen.

## Geographie

### Geographische Lage
Braubach liegt am rechten Ufer des Rheins etwa zehn Kilometer südlich von Koblenz, dort wo der Mühlbach als rechter Zufluss des Rheins zwei tiefe Täler in das Rheinische Schiefergebirge eingeschnitten hat. Diese Täler sorgen zum einen dafür, dass hier Straßen vom Rhein zu den umliegenden Ortschaften im Taunus gebaut werden konnten, zum anderen umschließt eines dieser Täler fast von allen Seiten mit Steilhängen einen einzeln stehenden Berg südöstlich von Braubach, der somit für die Anlage einer Burg ideale Voraussetzungen bietet. Hier wurde die Marksburg errichtet.

### Stadtgliederung
Zur Stadt Braubach gehört auch der Stadtteil Hinterwald mit dem Wohnplatz Zippenhainermühle, zur Kernstadt Braubach selbst die Wohnplätze Dinkholder, Hof Bissingen, Im Mühltal, Marksburg, Hof Molkenborn, Hof Königstiel und Rhein-Taunus-Krematorium.

## Geschichte
Die Kelten besiedelten den Marksburgberg bereits in der La-Tène-Zeit (ca. 400 bis 100 v. Chr.).
Die wahrscheinlich erste urkundliche Erwähnung des Dorfes „Briubach super fluvium Reni“ erfolgte am 28. Juli 692, als ein Helingarius (oder Helmgar) dem Abt Giso der Bonner „Basilika St. Cassius und Florentius“ (Vorgänger der heutigen Münsterkirche) zu seinem Seelenheil einen Weinberg schenkte. Dies ist zugleich eines der ältesten schriftlichen Zeugnisse zum rechtsrheinischen Weinbau.
Vermutlich entstand mit dem Bau der Marksburg (erstmals 1231 urkundlich erwähnt) eine städtische Ansiedlung unterhalb der Burg im Bereich der heutigen Altstadt.
König Rudolf von Habsburg erteilte am 1. Dezember 1276 Gottfried von Eppstein für dessen Stadt Braubach am Rhein die gleichen Rechte wie die anderer Städte des Reiches und genehmigte die Führung des Namens einer Freistadt. Die Eppsteiner besaßen Burg und Stadt als kurpfälzisches Lehen. 1283 wurden die Grafen von Katzenelnbogen mit Eberhard I. Landesherren; 1479 unter Heinrich III. die Landgrafen von Hessen, die 1527 die Reformation einführten. Bei der hessischen Erbteilung des Jahres 1567 kam mit der gesamten Niedergrafschaft Katzenelnbogen auch das Amt Braubach an den Landgrafen Philipp II. von Hessen-Rheinfels. Braubach wurde zur fürstlichen Nebenresidenz ausgebaut: Zu diesem Zweck ließ Philipp II. von Hessen-Rheinfels zwischen 1567 und 1570 am südlichen Ende der Stadt unterhalb der Marksburg das Schloss Philippsburg erbauen.
Nach dem frühen Tod des Landgrafen im Jahre 1583 schieden Braubach und Rhens aus dem politischen Verband der Niedergrafschaft Katzenelnbogen aus, denn Philipp hatte seiner Frau Anna Elisabeth, einer Tochter des Kurfürsten Friedrich III. von der Pfalz, diese beiden Städte als Witwengut auf Lebenszeit überschrieben. Aufgrund ihrer Neuvermählung im Jahr 1599 wurde das Wittum Braubach 1602 aufgelöst und fiel damit zunächst zu gleichen Teilen an die verbliebenen drei hessischen Linien Kassel, Marburg und Darmstadt. Da Ludwig IV. von Hessen-Marburg zugunsten seines Neffen Moritz von Hessen-Kassel auf sein Anteil verzichtet hatte, gehörten nunmehr zwei Drittel des Amtes Braubach und der Pfandschaft Rhens zu Hessen-Kassel und ein Drittel zu Hessen-Darmstadt. Weil um 1627 die gesamte Niedergrafschaft an Hessen-Darmstadt fiel, kehrte auch das Amt Braubach – nunmehr endgültig – zur lutherischen Konfession zurück und teilte damit ein letztes Mal die politische Zugehörigkeit der übrigen katzenelnbogischen Ämter.
1643 schied Braubach jedoch erneut und diesmal endgültig aus dem politischen Verband der Niedergrafschaft aus, denn Landgraf Georg II. von Hessen-Darmstadt übergab das Amt an seinen Bruder Johannes, dessen Herrschaft sich fortan Hessen-Braubach nannte. Als sich Hessen-Kassel im Herbst 1647 der Niedergrafschaft bemächtigte, blieb Johann von Hessen-Braubach neutral, weshalb sein Gebiet von der im hessischen Hauptrezess vom 14. April 1648 verfügten Rückgabe der übrigen Niedergrafschaft an Hessen-Kassel ausgenommen blieb. Dieser Vertrag bestätigte die Verpfändung des Amtes Braubach und des Kirchspiels Katzenelnbogen an den Landgrafen Johann und dessen leibliche Erben, räumte jedoch Hessen-Kassel einen anteiligen Erbanspruch ein, falls Landgraf Johann keine leiblichen Erben hinterlassen sollte. Dieser Fall trat 1651 ein, und die Herrschaft Hessen-Braubach fiel zurück an das Haus Hessen-Darmstadt.
Nach dem Wiener Kongress kam Braubach an das Herzogtum Nassau und wurde am 1. Juli 1816 Sitz des herzoglich nassauischen Amtes Braubach.
Nach der Annexion des Herzogtums Nassau durch Preußen nach dem Preußisch-Österreichischen Krieg wurde die Stadt im Jahr 1866 preußisch und der Provinz Hessen-Nassau zugeordnet.
Nach dem Ersten Weltkrieg war Braubach bis zum Abzug der Franzosen 1929 besetzt (→ Alliierte Rheinlandbesetzung), nach dem Zweiten Weltkrieg gehörte es ebenfalls zur französischen Besatzungszone und wurde dem 1946 neugebildeten Land Rheinland-Pfalz zugeschlagen und dem Landkreis St. Goarshausen zugehörig, der 1969 im Rhein-Lahn-Kreis aufging.
1963 wurde die 1723 eröffnete Grube Rosenberg stillgelegt. Am 10. Juni 1979 wurde die Gemeinde Hinterwald nach Braubach eingemeindet.
Von 1972 bis Juni 2012 war Braubach Verwaltungssitz der Verbandsgemeinde Braubach, seitdem ist die Stadt zweiter Verwaltungssitz der neuen Verbandsgemeinde Loreley.

### Einwohnerentwicklung
| Braubach: Einwohnerzahlen von 2012 bis 2024 | Braubach: Einwohnerzahlen von 2012 bis 2024 | Braubach: Einwohnerzahlen von 2012 bis 2024 | Braubach: Einwohnerzahlen von 2012 bis 2024 | Braubach: Einwohnerzahlen von 2012 bis 2024 |
| ------------------------------------------- | ------------------------------------------- | ------------------------------------------- | ------------------------------------------- | ------------------------------------------- |
| Jahr                                        |                                             |                                             |                                             | Einwohner                                   |
| 2012                                        | 2012                                        |                                             | 3.036                                       | 3.036                                       |
| 2015                                        | 2015                                        |                                             | 3.044                                       | 3.044                                       |
| 2020                                        | 2020                                        |                                             | 2.954                                       | 2.954                                       |
| 2024                                        | 2024                                        |                                             | 3.002                                       | 3.002                                       |
| Quelle(n): statistik.rlp.de                 |                                             |                                             |                                             |                                             |

## Religion
Braubach gehört zum katholischen Bistum Limburg, Bezirk Rhein-Lahn, Pastoraler Raum Braubach/Kamp-Bornhofen, Kirchengemeinde Hl. Geist und zum evangelischen Dekanat Nassauer Land in der Propstei Rheinhessen-Nassauer Land der Evangelischen Kirche in Hessen und Nassau (EKHN).

### Konfessionsstatistik
Zum Jahresende 2013 hatten 38,7 % die evangelische Konfession und 36,4 % Einwohner die katholische. 25 % gehörten anderen Konfessionen oder Glaubensgemeinschaften an, waren ohne Angabe oder gemeinschaftslos. Der Anteil der evangelischen und katholischen Kirchenmitglieder an der Gesamtbevölkerung ist seitdem gesunken. Ende Mai 2025 hatten 27,8 % der Einwohner die evangelische Konfession und 27,1 % die katholische. 45,1 % gehörten anderen Konfessionen oder Glaubensgemeinschaften an, waren ohne Angabe oder gemeinschaftslos.

## Politik

### Stadtrat
Der Stadtrat in Braubach besteht aus 20 Ratsmitgliedern, die bei der Kommunalwahl am 9. Juni 2024 in einer personalisierten Verhältniswahl gewählt wurden, und dem ehrenamtlichen Stadtbürgermeister als Vorsitzendem.
Die Sitzverteilung im Stadtrat:
| Wahl | SPD | CDU | FBL | Gesamt   |
| ---- | --- | --- | --- | -------- |
| 2024 | 4   | 8   | 8   | 20 Sitze |
| 2019 | 6   | 7   | 7   | 20 Sitze |
| 2014 | 7   | 7   | 6   | 20 Sitze |
| 2009 | 6   | 7   | 7   | 20 Sitze |
| 2004 | 8   | 7   | 5   | 20 Sitze |

- FBL = Freie Bürgerliste Stadt Braubach e. V.

### Bürgermeister und Beigeordnete
Günter Goß (CDU) wurde am 10. Juli 2024 Stadtbürgermeister von Braubach. Bei der Direktwahl am 9. Juni 2024 hatte er sich bei einer Wahlbeteiligung von 60,5 % mit 57,5 % der Stimmen gegen seinen einzigen Mitbewerber Holger Puttkammer (FBL) durch.
Der Vorgänger von Günter Goß, Joachim Müller (CDU), hatte das Amt 15 Jahre ausgeübt. Bei der Wahl 2024 trat Müller nicht mehr an.
Dem ehrenamtlichen Stadtbürgermeister stehen drei Beigeordnete als ständige Vertreter mit eigenem Geschäftsbereich zur Seite: Claudia Wolf (SPD) zuständig für Soziales, Jugend, Familie und Sport, Markus Fischer (CDU) zuständig für Tourismus, BUGA 2029 und Kultur, sowie Marius Risch (CDU) zuständig für Bauen, Ordnung, Liegenschaften und Verkehr.

### Ortsbezirk Hinterwald
Der Stadtteil Hinterwald ist der einzige ausgewiesene Ortsbezirk der Stadt Braubach. Auf die Bildung eines Ortsbeirats wurde verzichtet.
Tobias von Tippelskirch (FBL) wurde am 10. Juli 2024 Ortsvorsteher von Hinterwald. Bei der Direktwahl am 9. Juni 2024 hatte er sich mit einem Stimmenanteil von mit 56,6 % gegen seinen Mitbewerber Sven Relling (parteilos, vorgeschlagen von der CDU) durchgesetzt.
Von Tippelkirchs Vorgänger Ulrich Pleimes (parteilos, unterstützt von der CDU) hatte das Amt seit 2011 ausgeübt. Zuletzt bei der Direktwahl am 26. Mai 2019 war er mit einem Stimmenanteil von 73,75 % wiedergewählt worden. Bei der Kommunalwahl 2024 trat er nicht erneut als Ortsvorsteherkandidat an.

### Wappen
| Wappen von Braubach | Blasonierung: „In Blau rechts ein sechsstrahliger goldener Stern, links ein zugewendeter goldener Mond.“ |
| Wappen von Braubach | Die Symbole wurden 1581 erstmals in einem Siegel verwendet. Die Bedeutung oder Herkunft konnte nicht geklärt werden. 1935 wollte man den Stern verändern, weil er aufgrund seiner sechs Zacken als Davidsstern interpretiert wurde. |

### Partnergemeinde
- Villeneuve-sur-Yonne (Frankreich), seit 1968

Bereits seit 1962 findet zwischen Braubach und Villeneuve-sur-Yonne ununterbrochen ein Schüleraustausch statt.

## Kultur und Sehenswürdigkeiten

### Sehenswürdigkeiten
Die Altstadt mit ihren engen Gassen ist noch heute geprägt durch zahlreiche Fachwerkhäuser aus dem 16. bis 18. Jahrhundert.
- Die Marksburg steht stellvertretend für den Burgenbau am Mittelrhein. Erst der Bau des Schlosses Philippsburg war Anlass, der Marksburg ihren Namen zu geben. Sie ist benannt nach dem Patron der Burgkapelle, dem Evangelisten Markus. Die Marksburg ist die einzige unzerstörte Höhenburg am Mittelrhein. Seit 1900 ist sie Eigentum des Vereins Deutsche Burgenvereinigung, der dort seit 1931 seinen Sitz hat.
- Schloss Philippsburg, erbaut 1568 bis 1571. Hier befindet sich das Europäische Burgeninstitut mit burgenkundlicher Bibliothek.
- St. Barbarakirche – ehemalige Pfarrkirche, 1276 unmittelbar an der Stadtmauer errichtet. Der Nordwest-Turm der Stadtbefestigung wurde später zum Glockenturm ausgebaut. Das markante Dach und die Turmhaube mit vier Gauben wurden 1688 aufgesetzt. Mit der Reformation wurde die St. Barbarakirche 1526 evangelisch und als Pfarrkirche bis 1901 genutzt. Im Laufe der Geschichte wurde die Kirche häufig verwüstet. Heute dient sie als evangelisches Gemeindezentrum. Vom ursprünglichen Bau sind noch der Turm und der Chor erhalten.
- Die Evangelische Markuskirche wurde 1901 vom Kirchenbaumeister Ludwig Hofmann erbaut.
- Martinskapelle – älteste Kirche in Braubach, Ersterwähnung um 1242
- Obertor – östlichstes Tor der Stadtbefestigung
- Kriegerdenkmal in den Rheinanlagen für die Gefallenen 1870/71 und 1914/18
- Grabstätte von Heinrich Schlusnus – Opern- und Konzertsänger
- Eckfritz – Gasthaus von 1597
- Schöne Fachwerkhäuser aus dem 16. bis zum 18. Jahrhundert

Fachwerkhäuser in Braubach
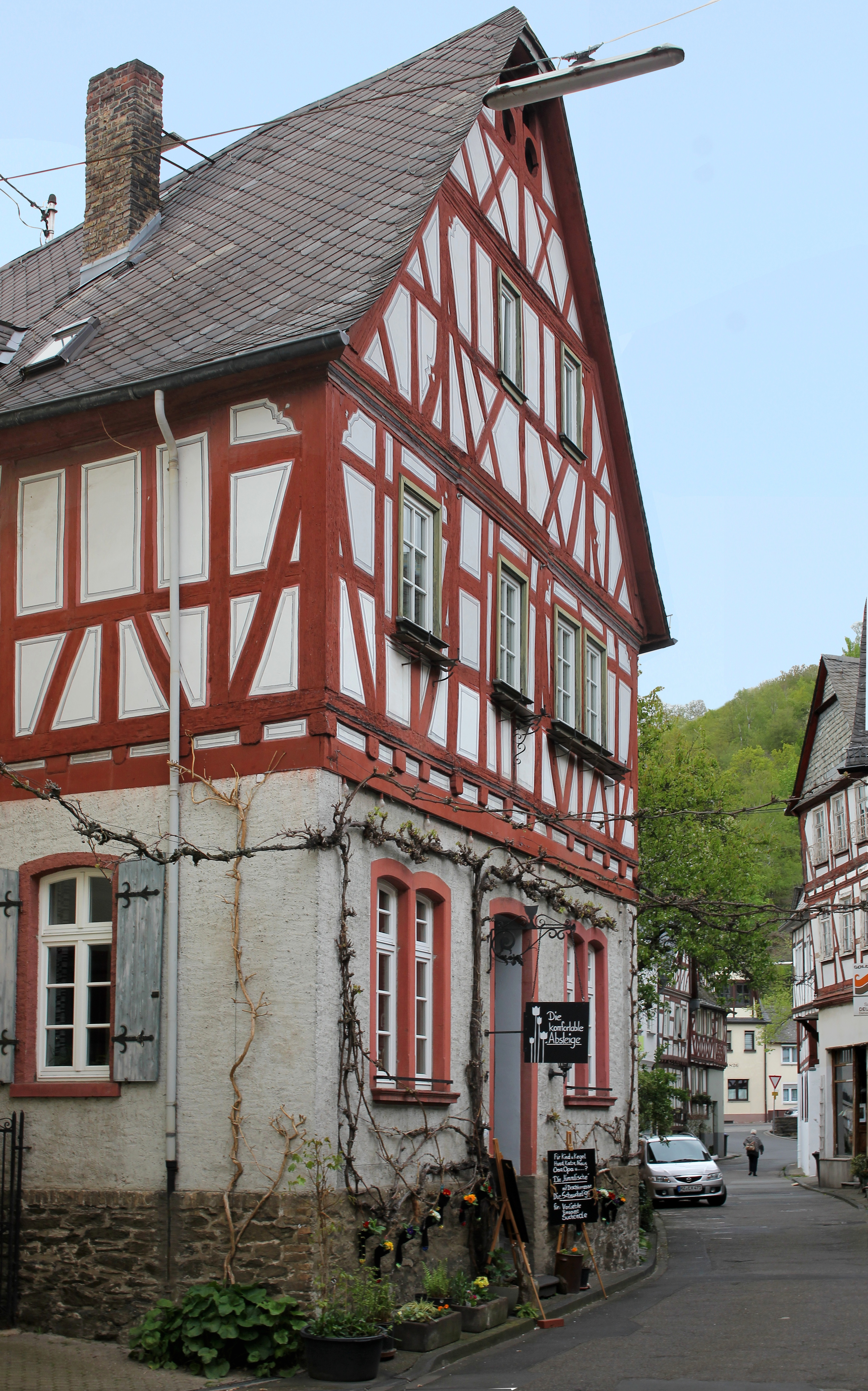
Karlstraße 5
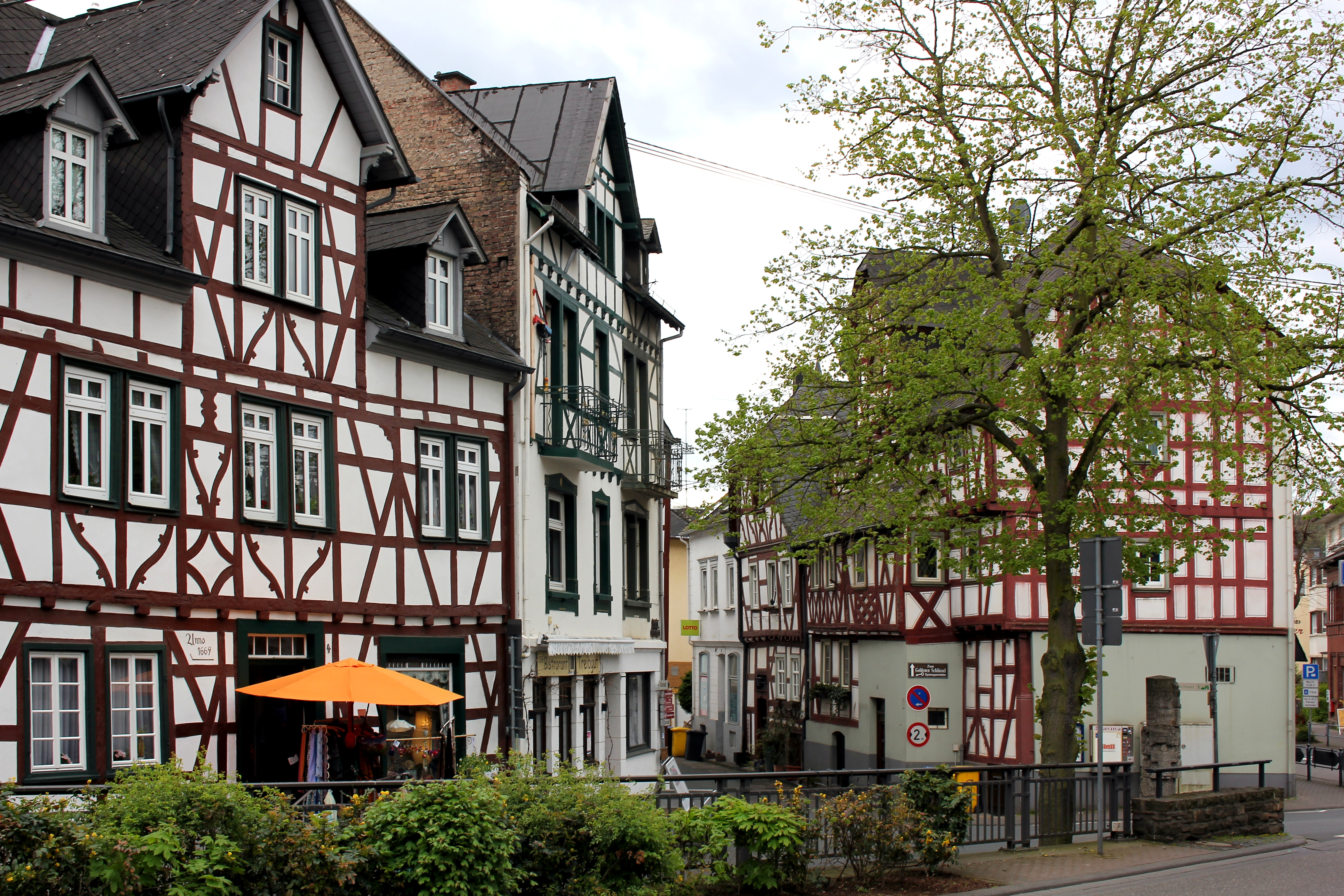
Unterallee- und Karlstraße
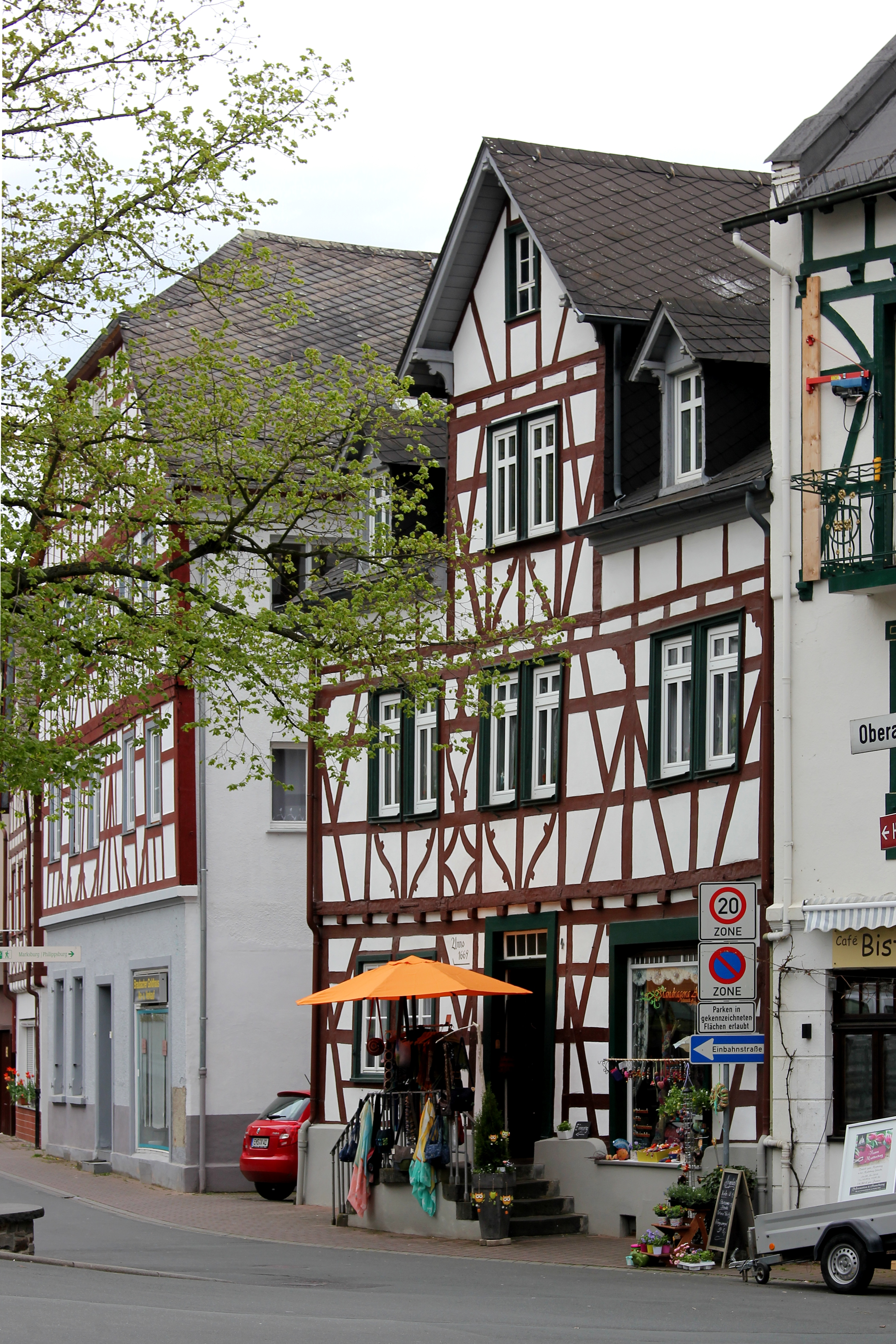
Unteralleestraße 4
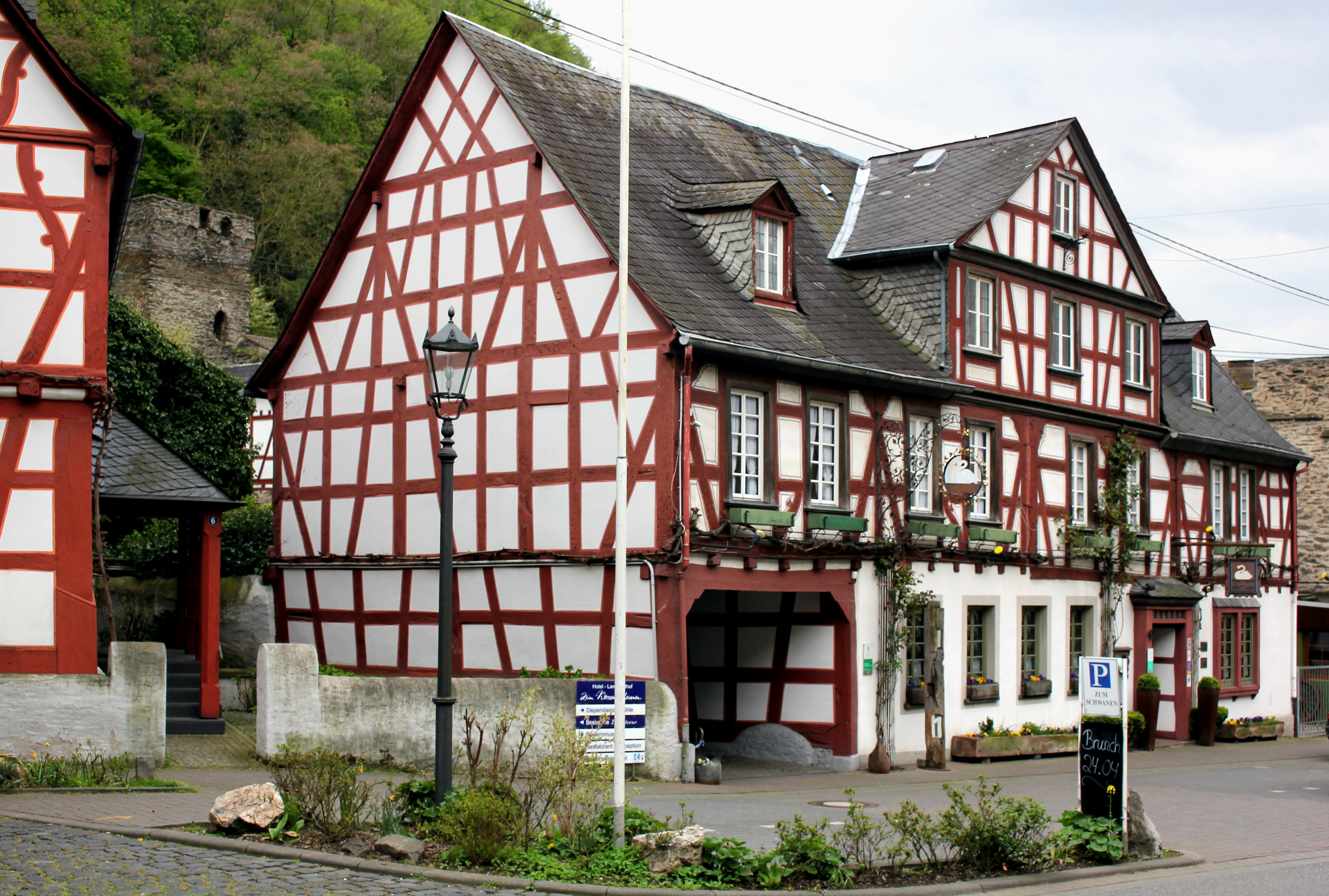
Hotel „Zum weißen Schwanen“
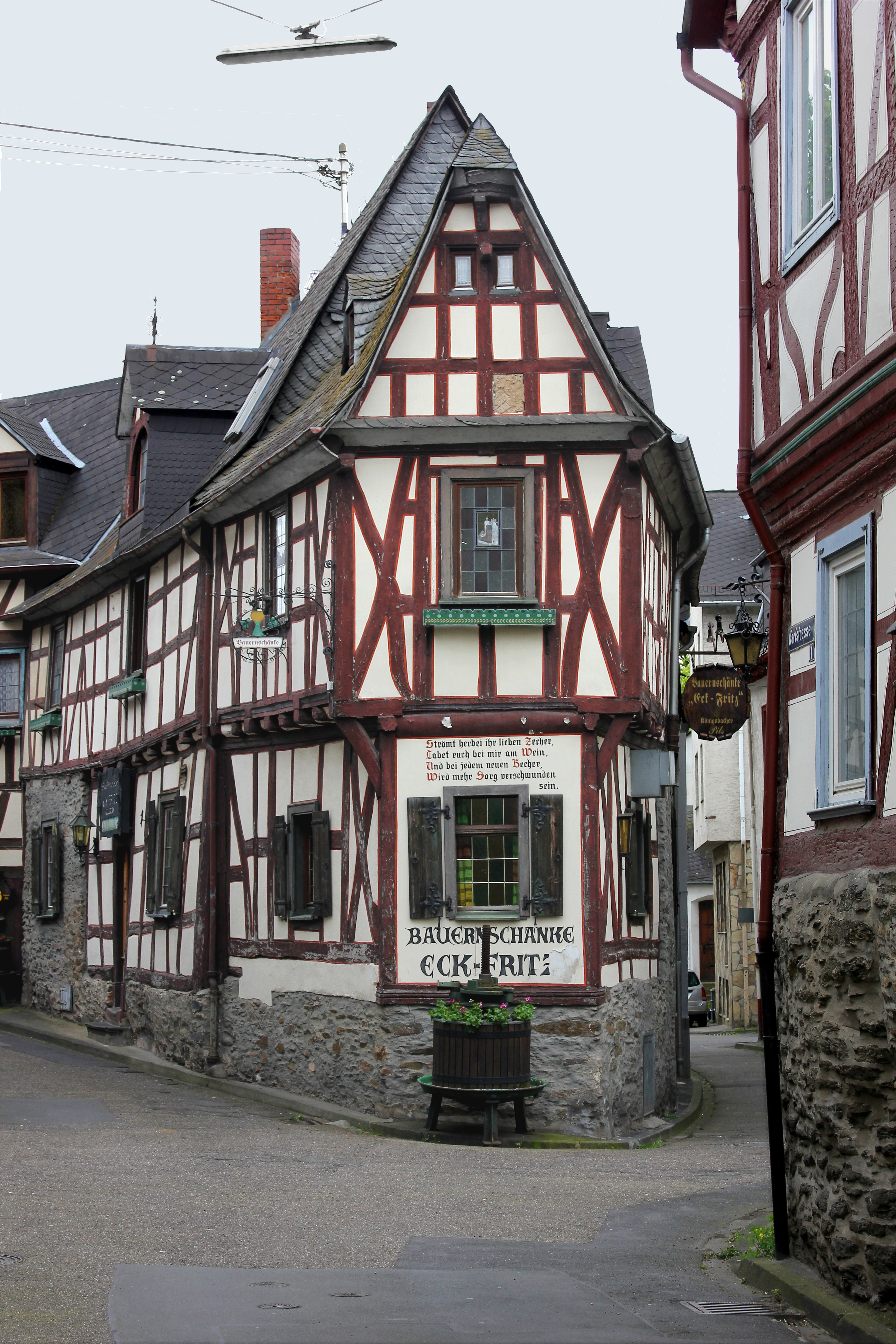
Bauernschänke „Eck-Fritz“ von 1597

### Sehenswürdigkeiten in der Umgebung
- Burg Lahneck
- Schloss Stolzenfels
- Burg Sterrenberg
- Burg Liebenstein
- Loreley
- Schloss Martinsburg

## Wirtschaft und Infrastruktur
Weinbau, Handwerk und Bergbau (1301 erstmals urkundlich erwähnt) sicherten den Haupterwerb der Braubacher Bevölkerung. Schon seit 1691 ist die Blei- und Silberhütte Braubach in Betrieb. Ein Erbe dieser Industrie war die schwere Umweltbelastung. Die Stadt Braubach wies eine der höchsten Bleibelastungen in Deutschland auf. Bei der jüngsten umweltmedizinischen Untersuchung wurden bei der Bevölkerung keine gesundheitlich bedenklichen Werte mehr erreicht.
Heute ist die ehemalige Blei- und Silberhütte, deren wegen des im Betrieb anfallenden Hüttenrauchs auf die Höhe führende Abgaskanäle in markanten Schornsteinen endeten, ein moderner Recyclingbetrieb (Berzelius Metall) für die Aufbereitung von Akkuschrott. Sie ist mehrfach ausgezeichnet für die Einhaltung strenger Umweltauflagen beim Recycling von Altbatterien.
Schon im 19. Jahrhundert wurde der vornehmlich von der Marksburg bestimmte Tourismus neben der Hütte zum wichtigen Wirtschaftsfaktor. In den 30er Jahren wurden große Hotels eröffnet. In den 70er Jahren brach der Rheintourismus ein. Einen Aufschwung gab es wieder durch das UNESCO-Welterbe Mittelrheintal und den Rheinsteig.
Daneben ist Braubach vom Weinbau geprägt. Bekannte Weinlagen sind der Braubacher Koppelstein, der Braubacher Marmorberg und der Braubacher Mühlberg, die zum Bereich Loreley gehören.

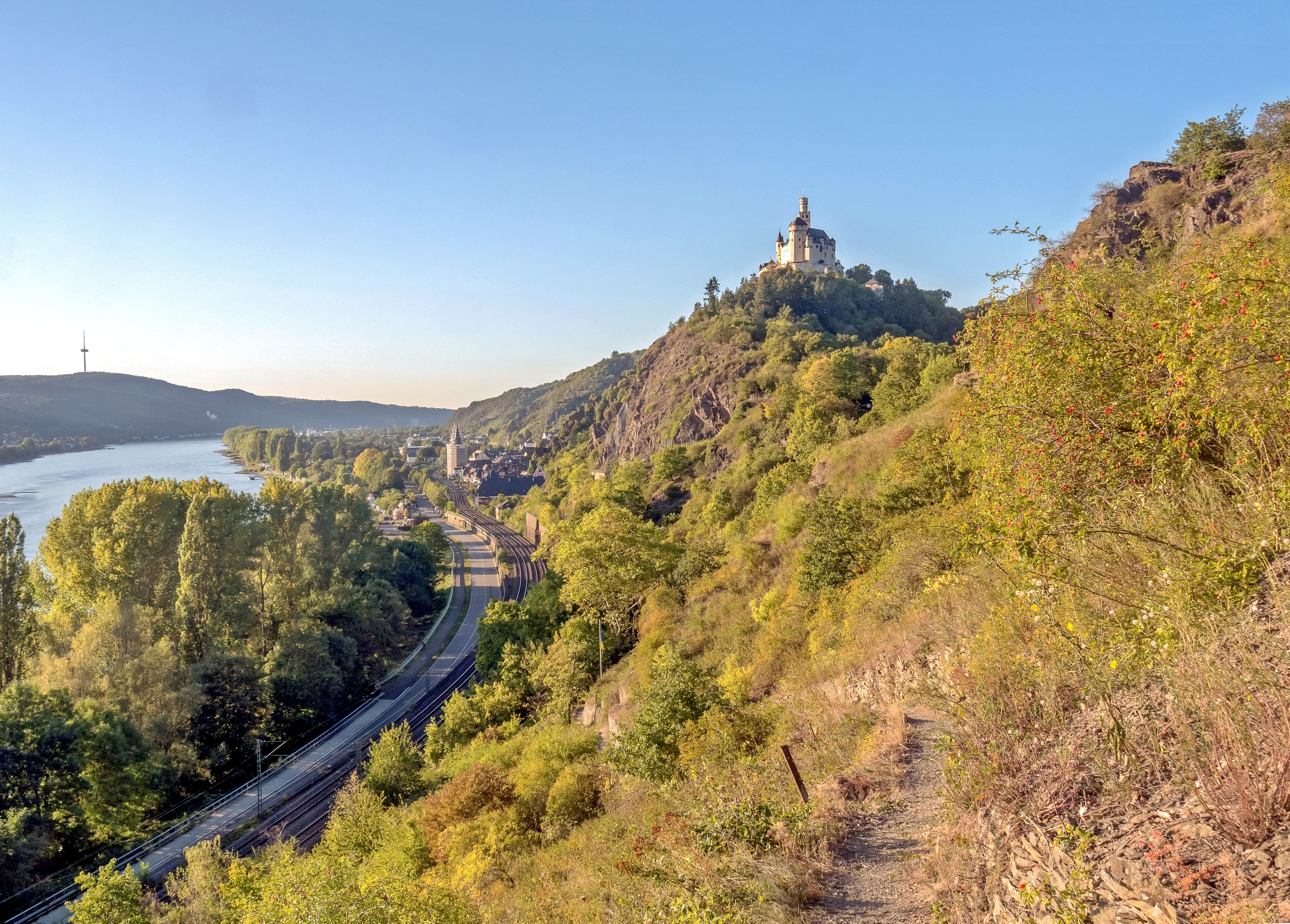
Der Rheinsteig bei Braubach

## Verkehr

### Eisenbahn
Braubach hat einen Haltepunkt an der Rechten Rheinstrecke, auf der Züge der Linie RB 10 der VIAS von Neuwied über Koblenz und Wiesbaden Hbf nach Frankfurt (Main) Hbf verkehren.
Im Ort existierte der Bahnhof Braubach Kleinbahnhof der Nassauischen Kleinbahn (Oberlahnstein–Nastätten).

### Wanderwege
Der Rheinsteig von Bonn nach Wiesbaden führt über die Marksburg und der Rhein-Camino (Jakobsweg) entlang des Rheines bis Straßburg und Basel geht durch den Ort.

## Regelmäßige Veranstaltungen

### Rhein in Flammen
Großfeuerwerke und Schiffskonvoi am zweiten Samstag im August entlang von Spay, Braubach mit der Marksburg, Brey, Rhens, Koblenz-Stolzenfels mit Schloss Stolzenfels, Lahnstein mit der Burg Lahneck und der Mündung der Lahn zum Höhenfeuerwerk von der Festung Ehrenbreitstein in Koblenz.

### Winzerfest
Seit 1922 wird das Winzerfest gefeiert. Die Braubacher Winzer sahen eine Möglichkeit, ihre Weinkeller für die neue Ernte frei zu bekommen und dabei noch ein wenig zu verdienen.
Zunächst wurden dazu einfach ein paar Fässer auf die Straße gestellt und die Braubacher Bürger, die der Geselligkeit sehr aufgeschlossen gegenüberstehen, nutzten diesen Ausschank so rege, dass eine feste Einrichtung daraus wurde. Man einigte sich auf das erste Wochenende im Oktober, da dieser Termin in der Regel vor der jährlichen Traubenlese lag.
Damit hatte man auch gleichzeitig das letzte Winzerfest der Saison am Mittelrhein.

### Weihnachtsmarkt
Der Braubacher Weihnachtsmarkt, bekannt für seine romantische Kulisse in der Altstadt und seine stimmungsvolle Atmosphäre, öffnet am zweiten Adventswochenende jeweils ab 14:00 Uhr seine Tore.
Von der Obermarktstraße über den historischen Marktplatz bis in die Schloßstraße erstrecken sich die Stände. Vorwiegend Hand- und Bastelarbeiten bestimmen das Angebot. Dieses reicht von Trockenfloristik, Filetstickereien, Patchworkarbeiten über selbst gemachte Uhren und Holzsachen bis hin zu Krippen mit Zubehör. Die Stadt Braubach als Veranstalter legt Wert auf die Auswahl der Stände. Bevorzugt werden Hobbykünstler und Waren, die zum Thema Advent und Weihnachten passen.

## Persönlichkeiten

### Söhne und Töchter der Stadt
- Peter Braubach (≈1500–1567), ab dem Jahre 1536 erster Buchdrucker in der Reichsstadt Schwäbisch Hall
- Johann Peter Snell (1720–1797), lutherischer Theologe
- August Schenck (1744–1806), Präsident des Oberappellationsgerichtes Darmstadt
- Franz Friedrich Röhling (1796–1846), Verleger in Koblenz
- Johann Christian Arzbächer (1803–1873), Gastwirt und Mitglied der Zweiten Kammer der Ständeversammlung des Herzogtums Nassau
- Georg Philipp Heberlein (1805–1888), deutsch-schweizerischer Färbermeister und Textilunternehmer
- Emilie Brentano, geborene Genger (1810–1882), erste Herausgeberin der „Gesammelten Schriften“ des Dichters Clemens Brentano.
- Philipp Winterwerb (1827–1873), Maler, Lithograf und Grafiker
- Joseph Blum (1831–1888), Bürgermeister und Landtagsabgeordneter
- Heinrich Schlusnus (1888–1952), Opern- und Konzertsänger (Bariton)
- Franz-Werner Witte (1923–2019), Jurist und Historiker
- Heinrich Klein (1925–2015), Pädagoge und Hochschullehrer in Kaiserslautern
- Will Tremper (1928–1998), Pianist, Regisseur und Drehbuchautor.
- Otto Dressler (1930–2006), Bildhauer und Aktionskünstler
- Hermann Amborn (1933–2024), Ethnologe
- Roland Vollmar (* 1939), Informatiker und Hochschullehrer
- Hannes Wildecker (1944–2022), Schriftsteller und Journalist
- Michael Lieber (* 1953), Politiker, Landrat des Landkreises Altenkirchen
- Armin Dillenberger (* 1957), Schauspieler und Theaterdarsteller
- Burkhard Blienert (* 1966), Politiker (SPD)

### Mit der Stadt verbundene Personen
- Johannes von Hessen-Braubach (* 17. Juni 1609 in Darmstadt; † 1. April 1651 in Ems) war Landgraf von Hessen-Braubach und Feldherr.[6]
- Johann Balthasar Schupp (* 1. März 1610 in Gießen; † 26. Oktober 1661 in Hamburg) war von 1647 bis 1649 Hofprediger und Superintendent in Braubach, deutscher satirischer Schriftsteller und geistlicher Lyriker.[6]
- Johann Christian von Boyneburg (* 12. April 1622 in Eisenach; † 8. Dezember 1672 in Mainz) war unter der kurzen Herrschaft des Landgrafen Johannes von Hessen-Braubach dessen erster Minister, danach kurmainzischer Staatsmann und Diplomat.[6]
- Bodo Heinrich Justus Ebhardt (* 5. Januar 1865 in Bremen; † 13. Februar 1945 auf der Marksburg bei Braubach) war ein deutscher Architekt, Architekturhistoriker, Burgenforscher, Gründer und langjähriger Präsident der Deutschen Burgenvereinigung.
- Karl Heidelbach (* 26. Juni 1923 in Hanau; † 29. August 1993 in Köln) war ein deutscher Maler, der 1950–1967 in der Philippsburg zu Braubach lebte und arbeitete.[27]
- Timo Scheider (* 10. November 1978 in Lahnstein) ist ein deutscher Autorennfahrer und hat in der Saison 2008 und 2009 den Titel in der DTM gewonnen.

## Dokumente
- Bild von Braubach aus J.F. Dielmann, A. Fay, J. Becker (Zeichner): F.C. Vogels Panorama des Rheins, Bilder des rechten und linken Rheinufers, Lithographische Anstalt F.C. Vogel, Frankfurt 1833
- Bild 2 von Braubach, dito
- Bild 3 von Braubach, dito
- Bild 4 von Braubach, dito